# محطة كولا للطاقة النووية
محطة كولا للطاقة النووية (بالروسية: Кольская АЭС)‏ والمعروفة أيضًا باسم كولسك NPP أو كولسكايا NPP، هي محطة طاقة نووية تقع على بعد 12 كم من بوليارني زوري (مورمانسك أوبلاست) في شمال غرب روسيا.

## التاريخ

قاعة التوربينات في محطة كولا للطاقة النووية.

وحدة المفاعل 1 في محطة كولا للطاقة النووية.

بدأت المرحلة 1 (للمفاعلين رقم 1 و 2) بالعمل في 1973 و 1974 على التوالي، وهي جزء من الجيل الأول لروسيا من مفاعلات PWR (من النوع WWER 440/230). بدأت المرحلة 2 (للمفاعلين رقم 3 و 4) بالعمل في عامي 1981 و 1984 بنوع WWER 440/213 المحسن.
تم تصميم مفاعلات المرحلة الأولى بحيث تعمل لمدة 30 عامًا وكان من المقرر في الأصل إغلاقها في عامي 2003 و 2004. لكن الإغلاق لم يحدث. وبدلاً من ذلك، تم تمديد العمر التشغيلي للمفاعلات، بعد جهود ضخمة لترقية السلامة تضمنت حوالي 200 مشروع لترقية أنظمة السلامة، وتم تمويلها جزئيًا من قبل حكومات النرويج والسويد وفنلندا والولايات المتحدة الأمريكية.

## اليوم
ينتج مفاعل كولا حوالي نصف طاقة مورمانسك أوبلاست. إنه من نوع مفاعل مماثل لمحطة لوفيسا للطاقة النووية الفنلندية، والذي يتوافق مع المتطلبات التنظيمية التي تعتبر الأكثر صرامة في العالم.

## بيانات المفاعل
تتكون محطة كولا للطاقة النووية من أربع وحدات:
| وحدة    | نوع المفاعل  | القدرة الصافية (ميغاواط) | السعة الإجمالية (ميغاواط) | بداية أعمال البناء | الاتصال بالشبكة | بداية التشغيل | أُغلق   |
| ------- | ------------ | ------------------------ | ------------------------- | ------------------ | --------------- | ------------- | ------ |
| كولا -1 | WWER-440/230 | 411 ميغاواط              | 440 ميغاواط               | 1969-05-18         | 1973-06-29      | 1973-12-28    | (2033) |
| كولا 2  | WWER-440/230 | 411 ميغاواط              | 440 ميغاواط               | 1969-05-15         | 1974-12-08      | 1975-02-21    | (2034) |
| كولا 3  | WWER-440/213 | 411 ميغاواط              | 440 ميغاواط               | 1977-04-01         | 1981-03-24      | 1982-12-03    | (2026) |
| كولا 4  | WWER-440/213 | 411 ميغاواط              | 440 ميغاواط               | 1976-08-01         | 1984-10-11      | 1984-12-06    | (2029) |

## حملة لإغلاق المحطة

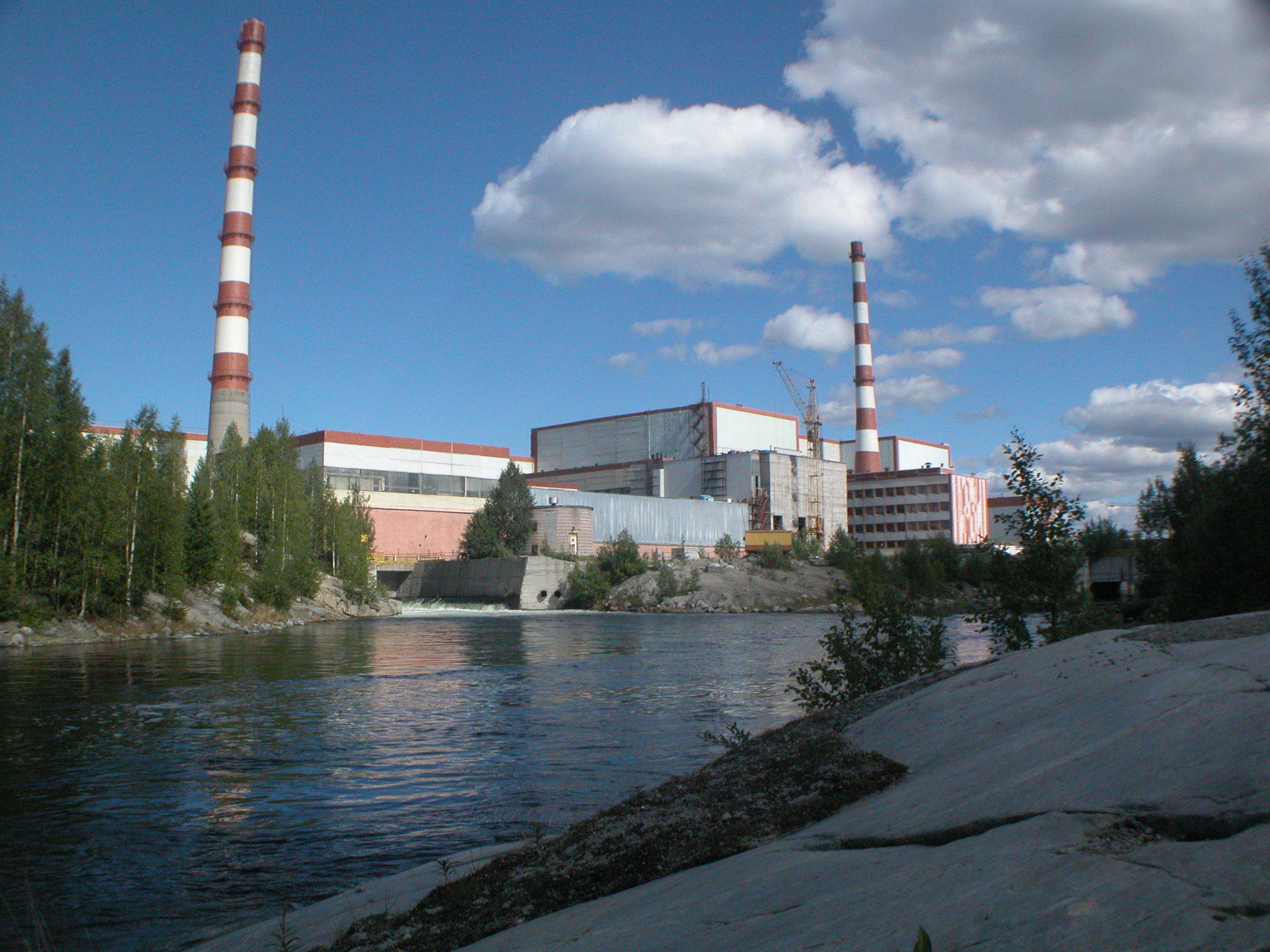

تدعم العديد من مجموعات حركة البيئة في النرويج وروسيا الحملة الإعلامية لإغلاق كولا NPP مشيرة إلى مخاوف تتعلق بالسلامة من مفاعلات المرحلة 1 والانتهاكات المزعومة للقانون الروسي أثناء إصدار تمديدات تصاريح التشغيل.
تم إصدار ترخيص تمديد تشغيل مفاعلات المرحلة الأولى لمدة خمس سنوات، الممنوحة من قبل المنظم النووي المدني للاتحاد الروسي جوساتومنادزور (سلف FSETAN)، دون إجراء دراسة إلزامية لتقييم التأثير البيئي. إجراء مثل هذه الدراسات على المستوى الاتحادي أمر مفوض بموجب قانون «دراسات التأثير البيئي» في المادة 11.
صدر التمديد الأول للمفاعلات القديمة في صيف 2003، بعد أن تم تعيين نائب وزير الطاقة الذرية السابق أندريه ماليشيف رئيسًا لشركة جوساتومنادزور. استبدل يوري فيشنفسكي في هذا المنصب. كان فيشنفسكي ناقدًا صريحًا لوزارة الطاقة الذرية السابقة، المعروفة الآن باسم الوكالة الفيدرالية للطاقة الذرية، أو روساتوم.
في أبريل 2005، أصدر المدعي الإقليمي في مورمانسك توصية لحل الانتهاكات المحيطة بتمديدات عمر المفاعل وإجبار الهيئات التنظيمية وروزنرجواتوم لإجراء دراسات الأثر البيئي. لكن لم يحدث شيء من هذا.
أمر المدعون في مورمانسك مرة أخرى هياكل الدولة بتنفيذ الأمر السابق، لكنهم فشلوا مرة أخرى. لفتت مجلة Nature and Youth النرويجية ومجلة Bellona 's "Environment and Rights" ومقرها النرويج انتباه المدعين إلى عدم شرعية إطالة عمر المفاعلات في عام 2004.
أصدر Rostekhnadzor لاحقًا ترخيصًا للتمديد لمدة خمسة عشر عامًا للوحدة الأولى في يونيو 2008، بعد مزيد من المراجعات وعمليات التفتيش وأعمال الترقية.

## التطورات المستقبلية
في عام 2016، تم الإعلان عن الخطط الأولية لبناء أول VVER-600 في كولا بحلول عام 2030. سيكون VVER-600 إصدارًا أصغر لدائرة تبريد من VVER-1200 الحالي، بحيث يكون مصمماً للمناطق والأسواق الأصغر.

## روابط خارجية
- مؤسسة بيلونا
- صفحة الويب الرسمية Kola NPP